# Công cụ tài chính
Công cụ tài chính (Financial instrument) là hợp đồng (hợp đồng tài chính) làm tăng tài sản tài chính của một bên và nợ phải trả tài chính hoặc công cụ vốn chủ sở hữu của bên khác.  Chúng có thể là tiền mặt (tiền tệ), chứng nhận quyền sở hữu trong một thực thể hoặc quyền nhận hoặc giao theo hợp đồng, ví dụ: công cụ tiền tệ gồm tiền mặt, ngoại hối, quyền giao/nhận tiền mặt theo hợp đồng hoặc chứng từ về quyền sở hữu của một người đối với một loại tài sản; công cụ nợ: gồm trái phiếu, khoản vay; công cụ vốn/Vốn chủ sở hữu: cổ phiếu; công cụ phái sinh: quyền sở hữu phái sinh như quyền chọn mua/quyền chọn bán, hợp đồng tương lai, quyền chuyển tiếp). Các công cụ tài chính là những loại tài sản hay các gói vốn có thể giao dịch được, giúp luân chuyển vốn hiệu quả cho các nhà đầu tư.
Chuẩn mực Kế toán Quốc tế IAS 32 và 39 định nghĩa công cụ tài chính là "bất kỳ hợp đồng nào làm phát sinh tài sản tài chính của một đơn vị và công cụ nợ hoặc công cụ vốn chủ sở hữu của một đơn vị khác". Các công cụ tài chính có thể được hiểu đơn giản là các khoản vốn đầu tư có thể được trao đổi dễ dàng, mỗi khoản có các đặc điểm và cấu trúc riêng biệt. Đó là một hợp đồng phát sinh tài chính hai chiều hoặc giữa nhiều bên với nhau để giao dịch một loại tài sản nào đó trong tương lai và nó đã được ấn định một mức giá nhất định mà không thay đổi vào thời điểm tương lai.

## Các loại
- Hợp đồng kỳ hạn: Là sự thỏa thuận mua hoặc bán một tài sản cơ sở (underlying asset) tại thời điểm xác định trong tương lai với một mức giá nhất định trước ngay tại thời điểm thỏa thuận hợp đồng.
- Hợp đồng tương lai: Là một thỏa thuận mua bán hoặc một loại tài sản cơ sở nhất định theo một mức giá chuyển giao tài sản đó tại một thời gian có hiệu lực trong tương lai (thời gian đáo hạn) và việc chuyển giao này sẽ được thực hiện theo các quy định của Sở giao dịch có tổ chức.
- Hợp đồng quyền chọn: Là hợp đồng cho phép người sở hữu nó có quyền mua hoặc bán một tài sản cơ sở với giá đã ấn định trước vào trước hoặc đúng ngày đã được xác định trong tương lai.
- Hợp đồng hoán đổi: Là sự thỏa thuận giữa hai bên để trong đó hai bên đối tác trao đổi một dòng tiền (cash flow) này lấy một dòng tiền khác của bên kia. Những dòng tiền này gọi là các nhánh của swap (legs), các dòng tiền được tính toán dựa trên một con số ước tính nhất định.